# Tomas Brolin
Tomas Brolin (Hudiksvall, 29 november 1969) is een Zweedse oud-voetballer en -international. Na zijn actieve carrière werd hij ondernemer en professioneel pokerspeler.

## Biografie
Brolin werd opgeleid bij het kleine Nästvikens IK en maakte in 1987 de overstap naar het hoogste niveau bij GIF Sundsvall, waar hij twee seizoenen speelde alvorens in 1990 naar IFK Norrköping te verhuizen. Op het WK 1990 scoorde hij op 20-jarige leeftijd zijn eerste WK-doelpunt tegen Brazilië. Hij bleef derhalve niet lang bij Norrköping en zette zijn carrière voort bij het Italiaanse AC Parma in 1990. Datzelfde jaar werd hij ook gekozen tot Zweeds voetballer van het jaar.
Tijdens zijn verblijf bij Parma werd hij bekend bij een groter publiek. Met Parma haalde hij meerdere prijzen, waaronder de Europacup II en de UEFA Cup. Ook bij het Zweeds voetbalelftal, waarmee hij in eigen land de derde plaats op het EK 1992 haalt en later de derde plaats op het WK 1994, presteerde hij goed en was hij een van de gezichtsbepalende spelers samen met Martin Dahlin.
Brolin vertegenwoordigde zijn vaderland eveneens bij de Olympische Spelen van 1992 in Barcelona, waar de ploeg onder leiding van bondscoach Nisse Andersson in de kwartfinales uitgeschakeld werd door Australië (1-2).
In de herfst van 1994 raakte Brolin ernstig geblesseerd aan zijn enkel bij een EK-kwalificatiewedstrijd in Stockholm, waarna hij nooit meer zijn oude niveau zou halen. Hij werd in 1995 voor £4,5 miljoen verkocht aan Leeds United waarvoor hij, kampend met gewichtsproblemen, slechts 19 wedstrijden in twee seizoenen speelde. Brolin werd door Leeds dan ook voor korte perioden verhuurd aan FC Zürich en later aan zijn oude club, Parma. Uiteindelijk keerde hij terug naar Engeland bij Crystal Palace FC, waar hij een half seizoen speelde en zelfs even, samen met Italiaans international Attilio Lombardo speler-manager was. Hiermee werd hij, toen 28 jaar oud, de jongste manager in de Premiership. Na het seizoen 1997/1998 keerde hij terug naar Zweden, waar hij zijn carrière afsloot bij Hudiksvalls ABK in zijn geboorteplaats.
Na zijn afscheid werd Brolin actief als ondernemer, zo heeft hij onder andere geïnvesteerd in onroerend goed en het Italiaanse restaurant Undici in Stockholm. Op 20 januari 2006 maakte hij samen met twee andere oud-voetballers, de Denen Stig Tøfting en Jan Mølby, zijn debuut op de Europese pokertour in Kopenhagen.

## Erelijst
- Derde plaats Wereldkampioenschap 1994
- Derde plaats Europees kampioenschap 1992
- Opgenomen in Wereld-sterrenteam 1994
- Zweeds voetballer van het jaar 1990 en 1994
- Winnaar Europacup II met AC Parma 1993
- Winnaar Europese Supercup met AC Parma in 1994
- Winnaar Coppa Italia met AC Parma in 1992
- Winnaar UEFA-Cup met AC Parma in 1995